# KAI Surion

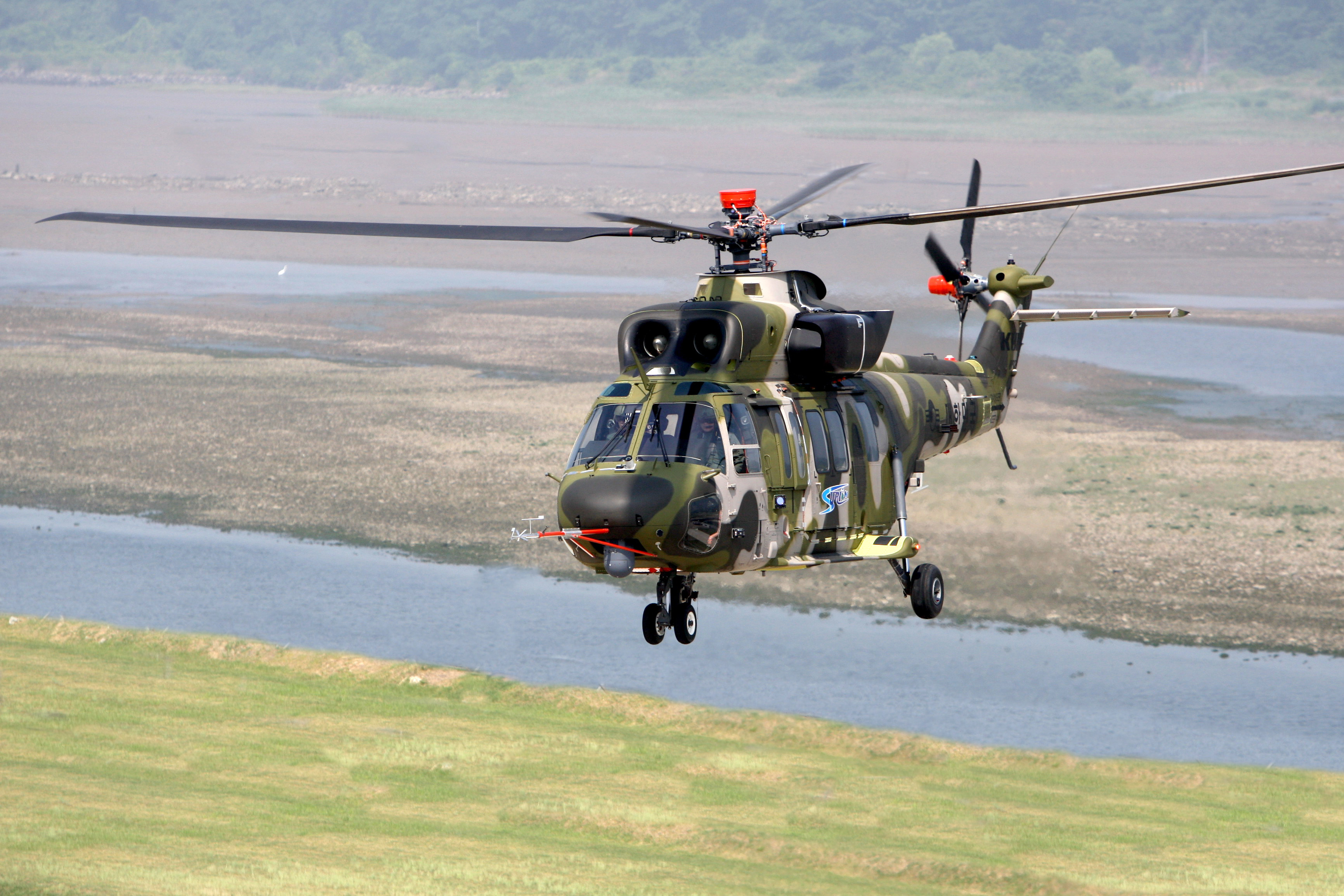
Flugtest des Prototyps

Der KAI Surion ist ein militärischer Hubschrauber der 8-Tonnen-Klasse. Der Mehrzweckhubschrauber ist eine gemeinschaftliche Entwicklung von Korea Aerospace Industries (KAI) und Eurocopter im Rahmen des Korean Utility Helicopter Program, kurz KUH-Program (dt. „Koreanischer Mehrzweckhubschrauberprogramm“). Er wurde am 31. Juli 2009 erstmals der Öffentlichkeit präsentiert, der Erstflug des Prototyps fand am 10. März 2010 statt.

## Ziele
Der Hubschrauber soll ältere Modelle wie den UH-1 und den MD 500 der koreanischen Streitkräfte ersetzen und außerdem als technische Basis für eine ganze Reihe von weiteren Eigenentwicklungen des Koreanischen Hubschrauberprogramms KPH dienen, so die Planung.

## Programmpartnerschaft
Er wird im Rahmen des KHP (Korean Helicopter Program, zu deutsch „Koreanisches Hubschrauberprogramm“) von KAI mit Unterstützung von Eurocopter sowie 17 weiterer südkoreanischer und 11 ausländischer Firmen entwickelt. Eurocopter wurde 2005 von der südkoreanischen Regierung als Partner ausgewählt und der Vertrag wurde am 26. Juni 2006 unterzeichnet. Das Programm wurde 2006 gestartet und am 31. Juli 2009 wurde im südkoreanischen KAI-Werk in Sacheon der erste Prototyp fertiggestellt. Ab 2011 sollen dann 245 Stück zu einem Preis von etwa 32 Mio. US-Dollar pro Stück an das südkoreanische Heer ausgeliefert werden.

## Varianten
KUH-1 "Surion"
Basisvariante als Mehrzweckhubschrauber
KUH-1CG "Coast Guard Helicopter"
Hubschrauber für den Küstenschutz, Such- und Rettungseinsätze und Überwachung gegen Umweltverschmutzung
KUH-1EM "Emergency Medical Fire-fighting Helicopter"
medizinischer Rettungshubschrauber bzw. Löschhubschrauber zur Feuerbekämpfung
KUH-1M "Medivac"
Rettungshubschrauber für Krankentransport (max. 6 Patienten)
KUH-1P "Police Helicopter" – Chamsuri
Hubschrauber für den Polizei- und Trasporteinsatz der Korean National Police Agency – KNPA
MUH-1 "Marineon"
Mehrzweckhubschrauber für die Marine
MAH-1
Kampfhubschrauber für die Marine auf Basis des MUH-1
MCH-1
Minenabwehrhubschrauber für die Marine, ebenfalls auf Basis des MUH-1
Quelle:KAI

## Exporte
Im Jahr 2007 wurde in einer Absichtserklärung vereinbart, für den Exportmarkt eine gemeinsame Firma (joint venture) zu gründen, an der KAI 51 % und Eurocopter 49 % halten sollen. Diese wird für die Vermarktung und den Export des Hubschraubers in andere Länder zuständig sein.

## Technische Daten
Der Surion ist mit einem nicht einziehbaren Fahrwerk ausgerüstet und wird über ein FLIR verfügen. Das äußere Erscheinungsbild erinnert stark an den Super Puma von Eurocopter. Der europäische Partner liefert neben technischer Unterstützung auch das Getriebe, den Rotormast und den Autopiloten. Als Antrieb dienen zwei etwa 1800 kW starke Turbinen-Wellentriebwerke mit FADEC.
| Kenngröße            | Daten                                                           |
| -------------------- | --------------------------------------------------------------- |
| Besatzung            | 2                                                               |
| Passagiere           | 11 oder 9 voll ausgerüstete Soldaten                            |
| Rotordurchmesser     | 15,8 m                                                          |
| Länge                | etwa 15 m                                                       |
| Höhe                 | etwa 4,5 m                                                      |
| Rumpfbreite          | etwa 2,0 m                                                      |
| normale Startmasse   | 8709 kg                                                         |
| max. Startmasse      | 8936 kg                                                         |
| Tankinhalt           | 929 kg                                                          |
| Reichweite           | 525 km                                                          |
| Reisegeschwindigkeit | 266 km/h bei normaler Startmasse                                |
| Flughöhe             | 2800 m bei normaler Startmasse                                  |
| Flugdauer            | etwa 2,77 h                                                     |
| Antrieb              | zwei Wellenturbinen General Electric T700-GE-701 mit je 1800 kW |